# Julio Miralles
Julio Miralles (n. El Salvador, 26 de septiembre de 1971 - f. Iquique, 23 de marzo de 2008) fue un destacado poeta, dramaturgo y escritor del norte chileno.

## Biografía
La mayor parte de su infancia y juventud vivió en Vicuña, en el Valle del Elqui, donde comenzó a dar las primeras señales de su poesía. En diciembre de 1992 publica y presenta su primer libro "De Astros y Confabulaciones" en el Edificio del Parlamento de la Universidad de Carleton, Ottawa, Ontario, Canadá. Se convierte en un profeta en su propia tierra al recibir el reconocimiento de la Ilustre Municipalidad de Vicuña por medio del Premio Gabriela Mistral, reservado a los ciudadanos más destacados de la ciudad en febrero de 1994. Ese mismo año obtiene el Primer Lugar en el concurso de Cuentos del Museo del Huasco, en Vallenar. De ahí en adelante participó activamente en innumerables recitales poéticos y encuentros del mundo de la cultura, en la Sociedad de Escritores de Chile, diversas Ferias del Libro y en la Universidad de La Serena. En junio de 1995 gana el Primer Lugar en el Concurso “Mejor Carta al Padre” de Correos de Chile. Es así como vuelve a ser reconocido en su ciudad recibiendo en febrero de 1996 la Condecoración de la Ilustre Municipalidad de Vicuña por mérito a su trabajo creativo como poeta y escritor connotado. Asimismo en diciembre de 1997 obtuvo el tercer lugar en los Sextos Juegos Florales de Vicuña con su poemario "Fragmentos del Tatuado" Archivado el 18 de septiembre de 2008 en Wayback Machine.. Es el año en que también deja el Valle del Elqui y se establece en Iquique, ciudad donde incursiona en la dramaturgia con su primera obra teatral titulada "De cómo me hice sombra" en noviembre de 1998 bajo el auspicio del Fondo Nacional de Desarrollo Cultural y las Artes y la Universidad Arturo Prat. En dicha casa de estudios se convierte en Director del Taller Literario "Antawara" durante un período de dos años. También publica un nuevo libro "Las Fórmulas Secretas de la Soledad" Archivado el 20 de septiembre de 2008 en Wayback Machine. en agosto de 1999. 
El nuevo milenio recibe a Miralles con la Beca de Creación Literaria del Ministerio de Educación del Consejo Nacional de Fomento del Libro y la Lectura, y participa como expositor en la Escuela de Verano: Conversatorio sobre Literatura del Salitre de la Universidad Arturo Prat el año 2001. Desde ahí en adelante Julio Miralles comienza una etapa de exitosas presentaciones y performances para presentar sus trabajos literarios tomando como espacio propio el Palacio Astoreca en donde realizó una presentación por año incluyendo la poesía mezclada con música en vivo, actuación y elementos audiovisuales de los cuales son testigos sólo quienes asistieron, ya que Miralles siempre prohibió que se guardara registro de ellas.
Fallece en Iquique, el 23 de marzo de 2008.

## Obras
- De Astros y Confabulaciones (1992).
- Marea y necesidades (1993)
- Lacrimario Estremecido (1995).
- Fragmentos del Tatuado Archivado el 18 de septiembre de 2008 en Wayback Machine. (1997).
- De Cómo me hice Sombra (1998).
- Las Fórmulas Secretas de la Soledad Archivado el 20 de septiembre de 2008 en Wayback Machine. (1999).
- Lo Oscuro y Lo Silencio Archivado el 18 de septiembre de 2008 en Wayback Machine. (2003).
- Los Ángeles Prohibidos por el Amanecer Archivado el 24 de junio de 2008 en Wayback Machine. (2005).
- Memorias de un niño: Microcrónicas (2006).
- City Tour (2007).